# Galeria Nacional del Canadà
La Galeria Nacional del Canadà (en anglès: National Gallery of Canada), situada a Ottawa, la capital del país, és un dels museus més importants del Canadà.
L'edifici de vidre i granit, situat a Sussex Drive, gaudeix d'unes vistes magnífiques del Parlament canadenc i del turó del Parlament. Va ser dissenyat per Moshe Safdie i obert el 1988. L'anterior director del museu, Jean Sutherland Boggs, va ser escollit pel primer ministre Pierre Trudeau per supervisar la construcció de l'edifici.

## Història
El museu va ser fundat el 1880 pel governador general del Canadà, el marquès de Lorne, la dona del qual, la princesa Lluïsa, era artista. El 1882, el museu es va traslladar a la seva primera seu al turó del Parlament, al mateix edifici que el Tribunal Suprem. El 1911 es va traslladar al Victoria Memorial Museum, que avui és el Canadian Museum of Nature. El 1962, un altre trasllat a un edifici a Elgin Street, prop de la High Commission britànica. El seu darrer trasllat, a la seu actual a Sussex Drive, data del 1988. El 1985, el nou Museu Canadenc de Fotografia Contemporània, anteriorment Divisió de Fotografia de la National Film Board of Canada, es va afiliar a la National Gallery.

## Col·leccions

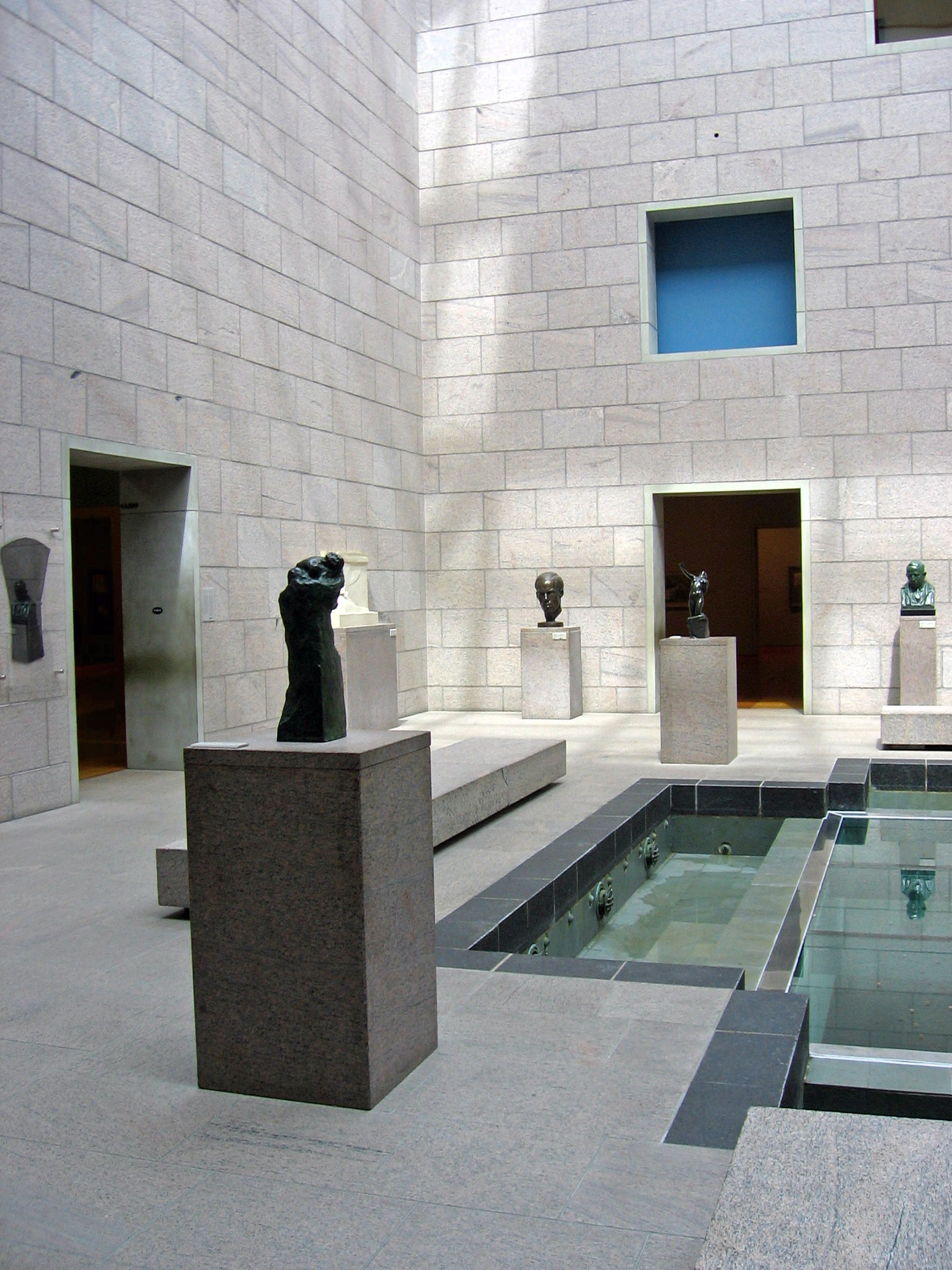
Interior del museu.

El museu acull una àmplia i variada col·lecció de pintures, dibuixos, escultures i fotografies. Tot i que se centra en l'art canadenc, també conserva obres notables d'artistes europeus. També compta amb una important col·lecció d'obres d'art contemporani com ara algunes peces d'Andy Warhol. El 1990, el museu va adquirir La veu del foc de Barnett Newman (1967) per 1,8 milions de CAD$, provocant una tempesta de protestes, amb aquesta pintura composta només per tres bandes de colors verticals blau, vermell, blau. El 2005 va adquirir una pintura renaixentista italiana de Francesco Salviati per 4,5 milions de CAD$.
La col·lecció canadenca consta d’obres de Tom Thomson i el Group des Sept, així com d'Emily Carr, Alex Colville, etc. També conté obres d'artistes inuits com Pudlo Pudlat.
El museu organitza les seves pròpies exposicions que viatgen per tot el Canadà i més enllà, sovint coorganitzades per altres museus del món.

## Directors
- Eric Brown: 1912-1939.
- Harry or mccurry: 1939-1955.
- Alan jarvis: 1955-1959.
- Charles Fraser Comfort: 1960-1965.
- Jean Sutherland Boggs: 1966-1976.
- Hsio-Yen Shih: 1976-1981.
- Josep Martin: 1981-1987.
- Shirley Thomson: 1987-1997.
- Pierre Théberge: 1998-2008.
- Marc Mayer: 2008-2019.
- Alexandra Suda: des del 2019.

## Selecció d'obres per ordre alfabètic

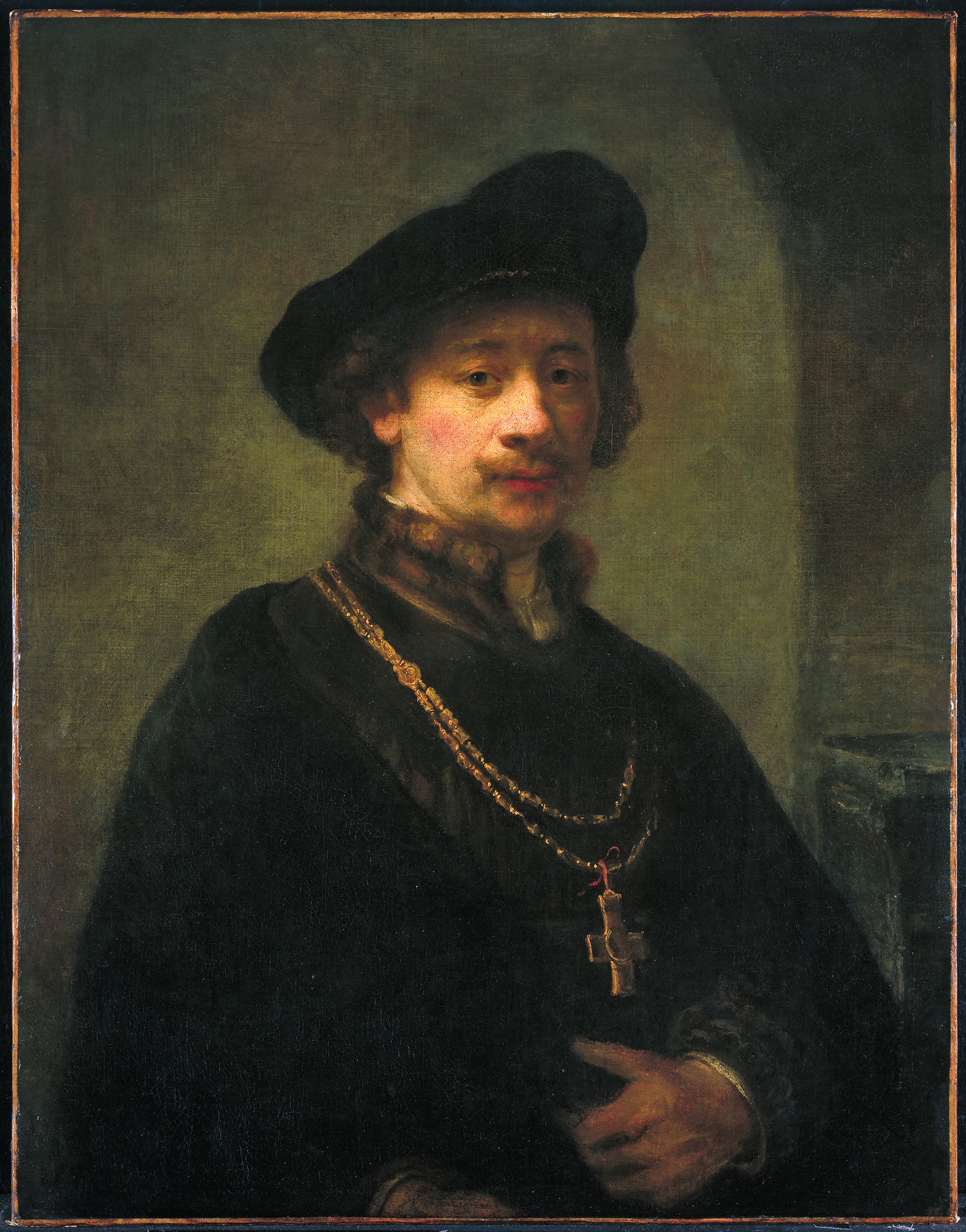
Autoretrat amb boina, cadena i creu daurada (després del 1640) de Rembrandt.

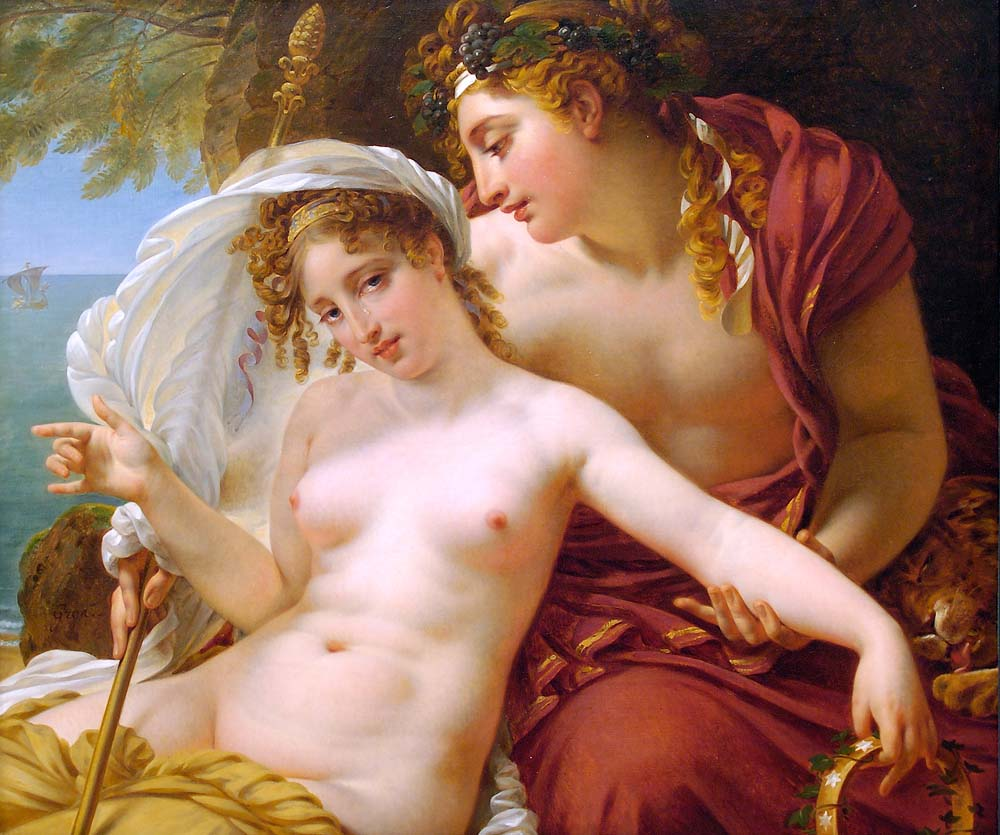
Bacus i Ariane (vers 1822) d'Antoine-Jean Gros.

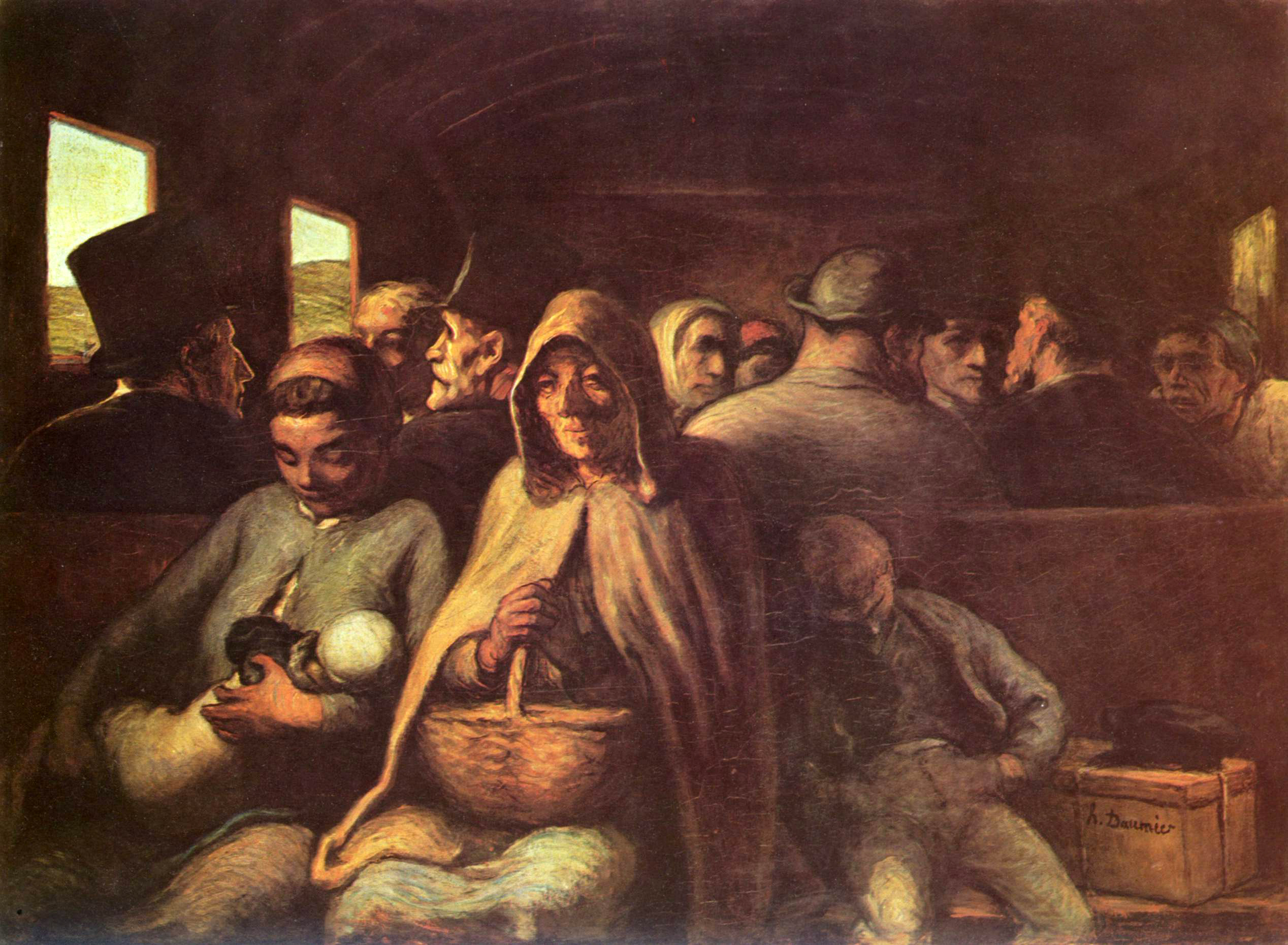
El vagó de tercera classe (1864) d'Honoré Daumier.

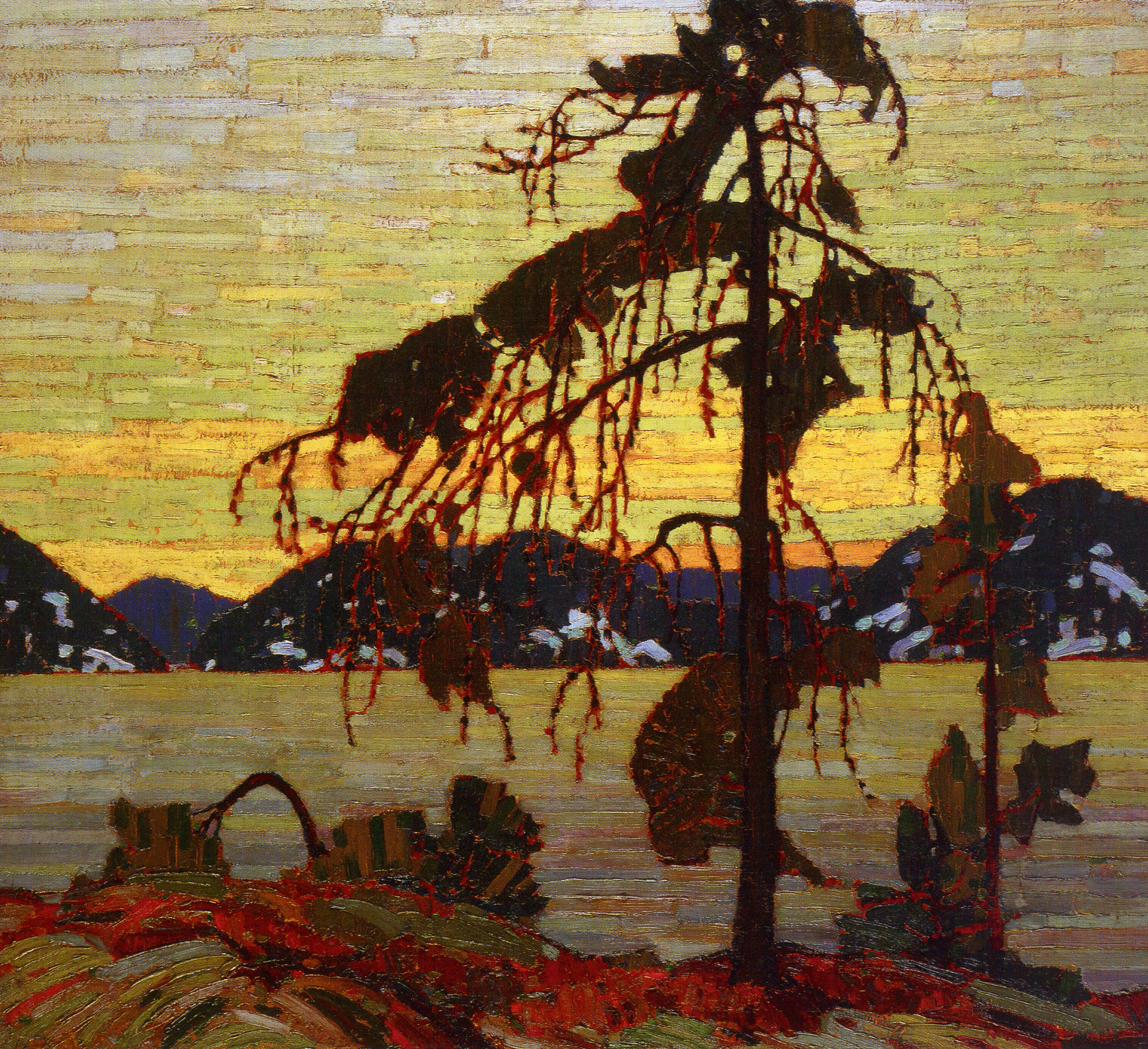
Le Pin (The Jack Pine) (1917) de Tom Thomson.

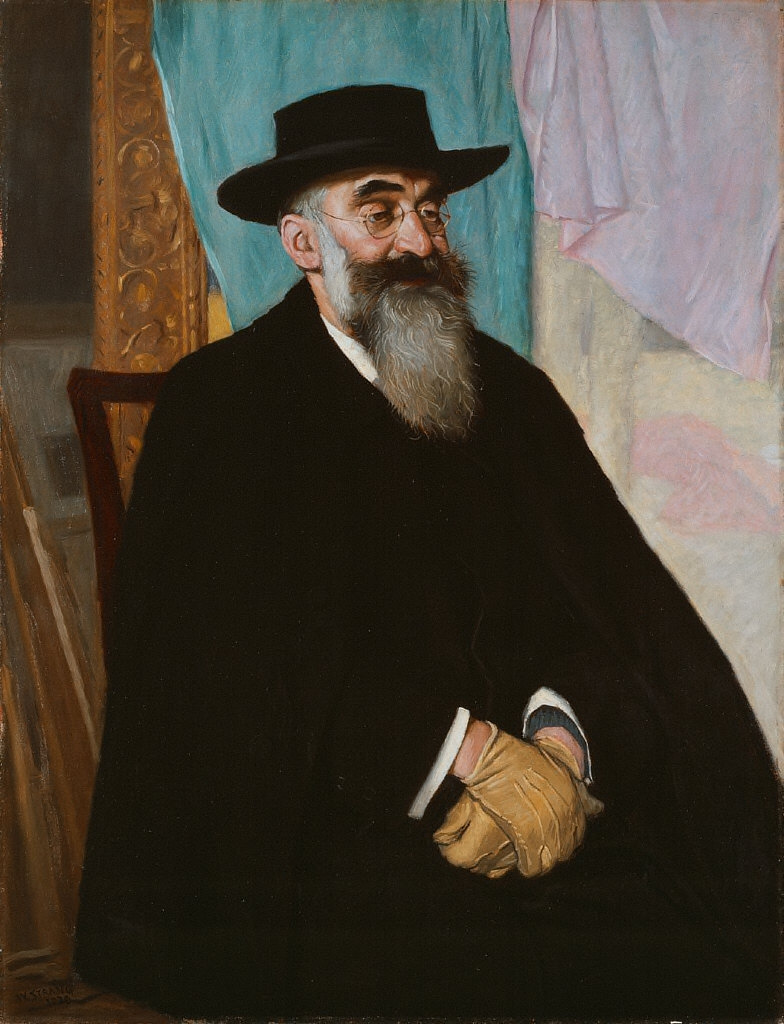
Retrat de Lucien Pissarro (1920) de William Strang.

- Hans Baldung: Eva, la serp i la mort (vers 1510-1515)
- Pompeo Batoni: Vulcà a la seva forja (1750).
- Gian Lorenzo Bernini: Urbà VIII (marbre, vers 1632).
- Robert Bonfils, Chez le photographe (gravat, 1925).[1]
- Paulus Bor: L’anunci a la Mare de Déu de la seva imminent mort (De Annunciatie door Gabriël aan de Maagd van haar ophanden zijnde dood), oli sobre tela, 203,2 × 157,5 (vers 1635-1640)
- François Boucher: El judici de Suzanne (1720-21).
- Louise Bourgeois: Maman (1999).
- Bronzino: Pierantonio Bandini (c1550-55), banquer florentí
- Antonio Canova: The Dancer (marbre, vers 1818-22).
- Janet Cardiff: Forty-Part Motet (2001).
- Paul Cézanne: Prada i granja de Jas de Bouffan (vers 1885-87); La Forêt (vers 1902-04); Retrat d'un camperol (vers 1900).
- Marc Chagall: Souvenir de ma jeunesse (1924); La Torre Eiffel (1934).
- John Constable: Catedral de Salisbury dels jardins del Palau del Bisbe (1820).
- Jean-Baptiste-Siméon Chardin: The Pourvoyeuse (1738), The Governess (1739).
- Salvador Dalí: Gala i l’àngelus de Millet que precedeixen la imminent arribada d’anamorfosis còniques (1933).
- Aimé-Jules Dalou: Boulonnaise alletant el seu fill (terracota, 1876)
- Honoré Daumier: El vagó de tercera classe (1864).
- Gustave Doré: Souvenir del Loch Lomond (1875).
- Paul Gauguin: Les Carrières de Chou (1882), gerro amb capçaleres i pisa de Quimper (1886), Retrat de Meyer de Haan (1890).
- Antoine-Jean Gros: Bacus i Ariane (cap al 1822).
- Gustav Klimt: Hope I (Hope I) (1903).
- Max Klinger: Friedrich Nietzsche (bronze, vers 1904).
- Lorenzo Lotto: La Verge amb el Nen entre Sant Roc i Sant Sebastià (1524), Retrat d’un home amb feltre (1541).
- René Magritte: Perspectiva: Madame Récamier de David (1950).
- Simone Martini: Santa Caterina d’Alexandria (vers el 1320-25).
- Piet Mondrian: Composició núm. 12 amb blau (1936-1942).
- Claude Monet: L'agulla vista per la porta d'Aval, Étretat (1886), pont de Waterloo: el sol a la boira (1903).
- Kent Monkman: Triomf de Miss Chief (2007).
- Ron Mueck: Sense títol (Vella al llit) (2000), Cap de nadó (2003), Una noia (2006-2007).
- Barnett Newman: Veu de foc (1967).
- Pablo Picasso: Le Guéridon (1919), Dona amb barret de flors (1944).
- Camille Pissarro: Haymaking in Éragny (1901), La Vieille route d'Ennery in Pontoise (1877).
- Pierre-Paul Prud'hon: L’amor sedueix la innocència, el plaer l'entrena, el penediment segueix (1809)
- Rembrandt van Rijn: Le Denier de César (1629), Woman at her toilet (1633).
- Peter Paul Rubens: L’Enterrament (1614).
- William Strang: Retrat de Lucien Pissarro (1920).
- Tom Thomson: Le Pin (Jack Pine) (1917).
- Andy Warhol: Brillo, 10 variacions sobre Mao Zedong.
- Vincent Van Gogh: Iris (1890).
- Edward Wadsworth: Camuflatge al dic sec de Liverpool (1919)
- Benjamin West: La mort del general Wolfe (1770), Autoretrat (vers 1776).

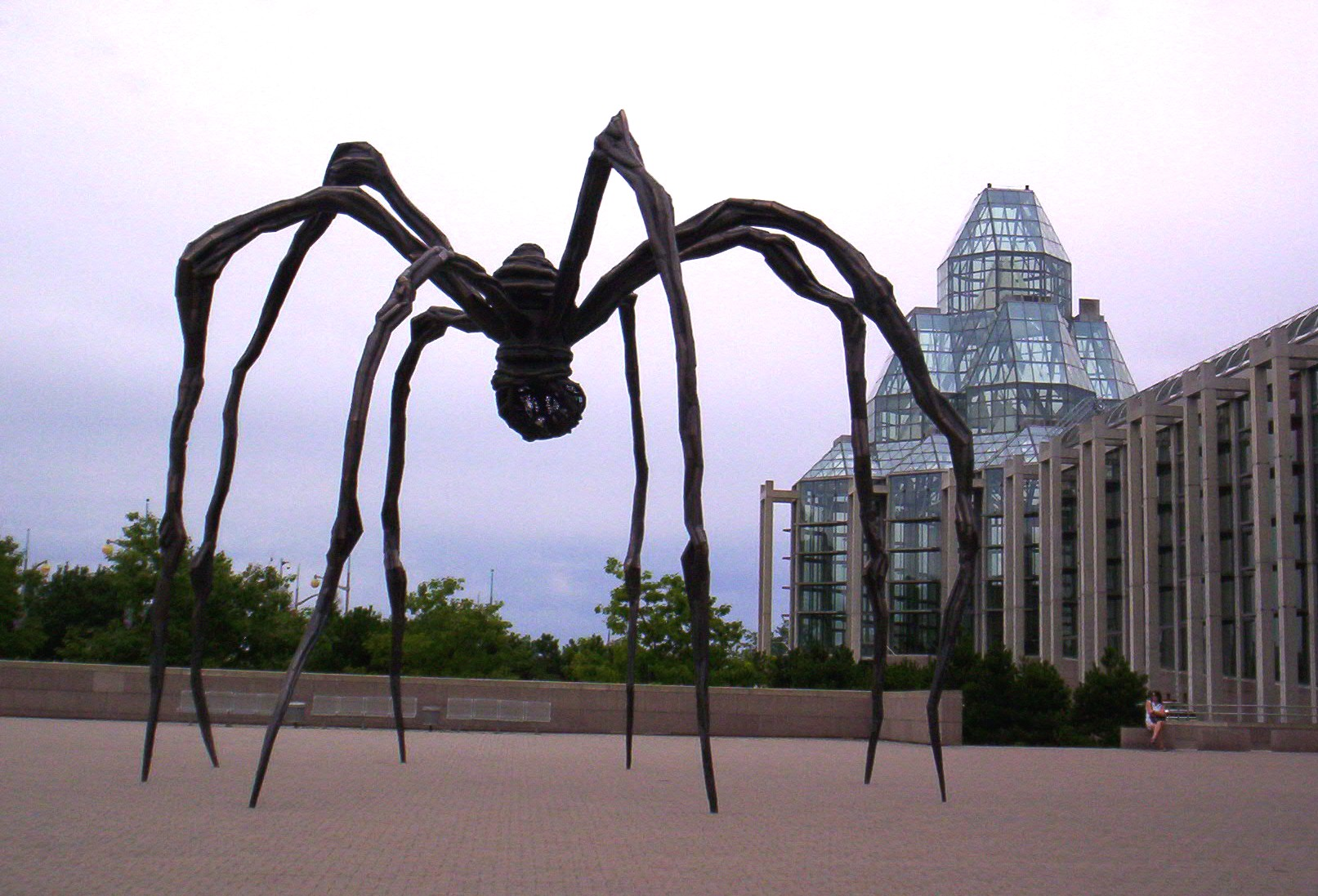
Maman (1999) de Louise Bourgeois.